# Hódos
A Hódos régi magyar személynév, a hód szó -s kicsinyítőképzős származéka.

## Gyakorisága
Az 1990-es években a Hódos szórványos név, a 2000-es években nem szerepel a 100 leggyakoribb férfinév között.

## Névnapok
- november 8.[2]